# Horní Slavkov (stacja kolejowa)
Horní Slavkov – stacja kolejowa w miejscowości Horní Slavkov, w kraju karlowarskim, w Czechach. Znajduje się na wysokości 580 m n.p.m.
Jest zarządzana przez Správę železnic. Na stacji nie ma możliwości zakupu biletów. Obecnie jest wyłączona z ruchu pasażerskiego.

## Linie kolejowe
- 144 Nová Role - Chodov - Loket - Krásný Jez